# Velike Vodenice
Velike Vodenice este o localitate din comuna Kostanjevica na Krki, Slovenia, cu o populație de 51 de locuitori.